# David Young Cameron
David Young Cameron, född den 28 juni 1865, död den 16 september 1945, var en skotsk målare och raderare.
Cameron ägnade sig i början främst åt porträtt, men övergick senare till landskapsmåleri och arkitektur. Mest berömd blev han för sina arkitekturraderingar, som utmärks av en ren teckning och strävar efter målerisk effekt genom fint beräknad användning av ljus- och skuggverkan. Cameron är representerad vid bland annat Nationalmuseum i Stockholm.